# Hafar Al-Batin
Hafar Al-Batin (tiếng Ả Rập: حفر الباطن Ḥafar al-Bāṭin) là một thành phố thuộc vùng Đông của Ả Rập Xê Út. Thành phố nằm cách 430 km về phía bắc của Riyadh, 94,2 km từ biên giới Kuwait, và khoảng 74,3 km từ biên giới với Iraq. Thành phố nằm trên thung lũng khô hạn của wadi al-Batin, thuộc thung lũng dài hơn của wadi Al-Rummah.

## Lịch sử
Năm 638, Hafar Al-Batin chỉ nằm trên một tuyến đường qua hoang mạc, được những người hành hương sử dụng để đến Mecca nhằm cử hành Hajj. Khi đó, vùng đất này không có sẵn nước, do đó những người hành hương phải đi từ Iraq đến Mecca trên một hành trình dài mà không có nguồn nước. Dưới thời cai trị của Uthman (644 - 656), nhiều người hành hương than phiền về việc thiếu nước, do đó một đồng đạo của Nhà tiên tri Muhammad là Abu-Musa al-Asha'ari cho đào các giếng nước mới dọc tuyến đường trong thung lũng Al-Batin. Tên gọi Hafar Al-Batin (tiếng Ả Rập: حفر الباطن, "hố của thung lũng Al-Batin") bắt nguồn từ đó.

## Dân số
Vào năm 2010, Hafar Al-Batin có trên 35 làng tại vùng ngoại ô, tổng dân số đạt từ 389.993 đến 600.000
- Hafar Al-Batin có khoảng +271.642 người 28°26′3″B 45°57′49″Đ / 28,43417°B 45,96361°Đ
- Qaisumah có khoảng +22.538 người 28°18′32″B 46°08′0″Đ / 28,30889°B 46,13333°Đ
- Al-Theebiyah có khoảng +14.442 người 28°07′30″B 45°40′3″Đ / 28,125°B 45,6675°Đ
- Ar Raqa'i có khoảng +5.665 người 29°01′0″B 46°33′0″Đ / 29,01667°B 46,55°Đ
- As Su'ayerah có khoảng +3.607 người
- As Sufayri có khoảng +2.481 người 28°31′25″B 45°48′9″Đ / 28,52361°B 45,8025°Đ
- Al-Qalt - Ibn Tuwalah có khoảng +1.128 người 28°37′48″B 45°19′48″Đ / 28,63°B 45,33°Đ
- Samoudah có khoảng +914 người
- As Sadawi có khoảng +822 người
- Um Qulaib có khoảng +612 người 27°49′50″B 45°58′55″Đ / 27,83056°B 45,98194°Đ
- An Nazim có khoảng +585 người 28°39′0″B 45°13′12″Đ / 28,65°B 45,22°Đ
- Dhabhah có khoảng +267 người
- Um Ashar có khoảng +73 người 27°43′12″B 45°03′36″Đ / 27,72°B 45,06°Đ
- Al-Metiahah Al-Janobiyah có khoảng +61 người
- Al-Hamatiyat có khoảng +17 người

## Truyền thông
Toàn bộ các đường trung tâm của Hafar Al-Batin đều được trải nhựa, thành phố được nối với mạng lưới đường bộ quốc tế giữa Ả Rập Xê Út và Kuwait và nối giữa phía bắc đất nước với vùng Đông.
Hafar Al-Batin được phục vụ bởi hai sân bay, Sân bay Qaisumah (IATA: AQI, ICAO: OEPA) cách thành phố khoảng 20 km về phía đông nam, còn Sân bay Thành phố quân sự Quốc vương Khaled (IATA: KMC, ICAO: OEKK) cách thành phố khoảng 70 km về phía tây nam.

## Hành chính
- Abu-Musa al-Asha'ari
- Al-Aziziah A
- Al-Aziziah B
- Al-Khalediyah
- Al-Rabwah
- Al-Muhammadiyah
- Al-Baladiyah
- Al-Rawdhah
- Al-Nayefiyah
- Al-Sulaimaniyah
- Al-Faisaliyah

## Khí hậu
Nhiệt độ tại Hafar Al-Batin dao động từ 4–8 °C (39–46 °F) vào buổi tối mùa đông đến 40–45 °C (104–113 °F) vào ban ngày mùa hè. Thời tiết thường nóng và khô, mưa chỉ xuất hiện trong các tháng mùa đông.
Theo hệ thống phân loại khí hậu Köppen, thành phố có khí hậu hoang mạc nóng (BWh).
| Dữ liệu khí hậu của Hafar Al-Batin (1985-2010) | Dữ liệu khí hậu của Hafar Al-Batin (1985-2010) | Dữ liệu khí hậu của Hafar Al-Batin (1985-2010) | Dữ liệu khí hậu của Hafar Al-Batin (1985-2010) | Dữ liệu khí hậu của Hafar Al-Batin (1985-2010) | Dữ liệu khí hậu của Hafar Al-Batin (1985-2010) | Dữ liệu khí hậu của Hafar Al-Batin (1985-2010) | Dữ liệu khí hậu của Hafar Al-Batin (1985-2010) | Dữ liệu khí hậu của Hafar Al-Batin (1985-2010) | Dữ liệu khí hậu của Hafar Al-Batin (1985-2010) | Dữ liệu khí hậu của Hafar Al-Batin (1985-2010) | Dữ liệu khí hậu của Hafar Al-Batin (1985-2010) | Dữ liệu khí hậu của Hafar Al-Batin (1985-2010) | Dữ liệu khí hậu của Hafar Al-Batin (1985-2010) |
| Tháng                                          | 1                                              | 2                                              | 3                                              | 4                                              | 5                                              | 6                                              | 7                                              | 8                                              | 9                                              | 10                                             | 11                                             | 12                                             | Năm                                            |
| ---------------------------------------------- | ---------------------------------------------- | ---------------------------------------------- | ---------------------------------------------- | ---------------------------------------------- | ---------------------------------------------- | ---------------------------------------------- | ---------------------------------------------- | ---------------------------------------------- | ---------------------------------------------- | ---------------------------------------------- | ---------------------------------------------- | ---------------------------------------------- | ---------------------------------------------- |
| Trung bình ngày tối đa °C (°F)                 | 17.8 (64.0)                                    | 21.2 (70.2)                                    | 26.5 (79.7)                                    | 33.0 (91.4)                                    | 39.0 (102.2)                                   | 43.0 (109.4)                                   | 43.9 (111.0)                                   | 44.5 (112.1)                                   | 40.6 (105.1)                                   | 34.8 (94.6)                                    | 27.0 (80.6)                                    | 20.1 (68.2)                                    | 32.6 (90.7)                                    |
| Trung bình ngày °C (°F)                        | 11.5 (52.7)                                    | 14.3 (57.7)                                    | 19.1 (66.4)                                    | 25.4 (77.7)                                    | 31.5 (88.7)                                    | 35.1 (95.2)                                    | 36.4 (97.5)                                    | 36.7 (98.1)                                    | 32.4 (90.3)                                    | 26.8 (80.2)                                    | 19.9 (67.8)                                    | 13.4 (56.1)                                    | 25.2 (77.4)                                    |
| Tối thiểu trung bình ngày °C (°F)              | 5.4 (41.7)                                     | 7.3 (45.1)                                     | 11.3 (52.3)                                    | 17.2 (63.0)                                    | 23.1 (73.6)                                    | 26.2 (79.2)                                    | 27.2 (81.0)                                    | 27.3 (81.1)                                    | 23.5 (74.3)                                    | 18.6 (65.5)                                    | 13.3 (55.9)                                    | 7.2 (45.0)                                     | 17.3 (63.1)                                    |
| Lượng Giáng thủy trung bình mm (inches)        | 31.1 (1.22)                                    | 11.4 (0.45)                                    | 12.4 (0.49)                                    | 16.3 (0.64)                                    | 2.1 (0.08)                                     | 0.0 (0.0)                                      | 0.0 (0.0)                                      | 0.1 (0.00)                                     | 0.0 (0.0)                                      | 5.5 (0.22)                                     | 21.9 (0.86)                                    | 19.1 (0.75)                                    | 119.9 (4.71)                                   |
| Nguồn: Trung tâm Khí hậu Khu vực Jeddah        |                                                |                                                |                                                |                                                |                                                |                                                |                                                |                                                |                                                |                                                |                                                |                                                |                                                |

## Hình ảnh

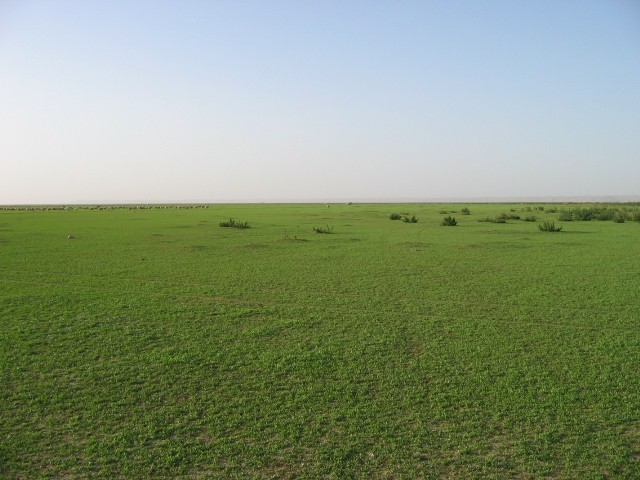
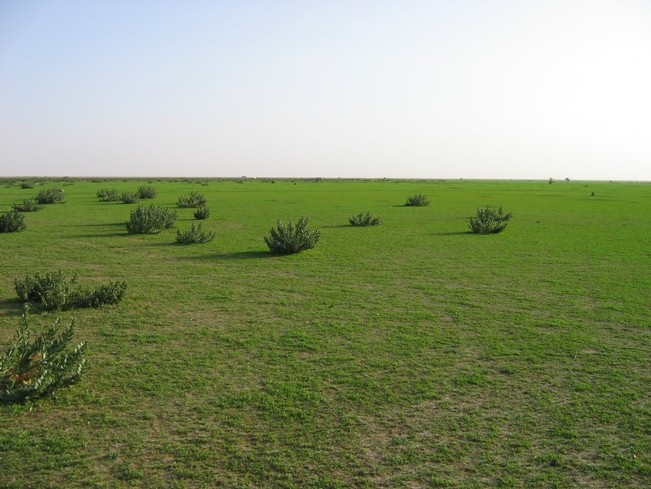
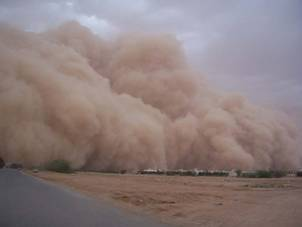
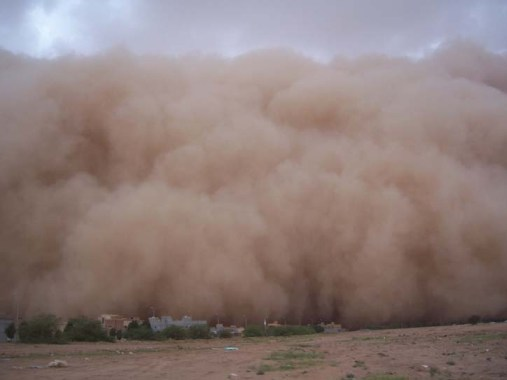
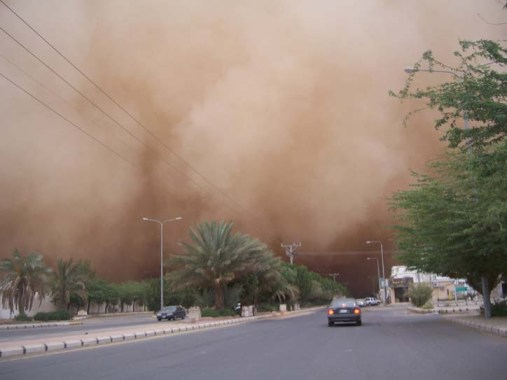
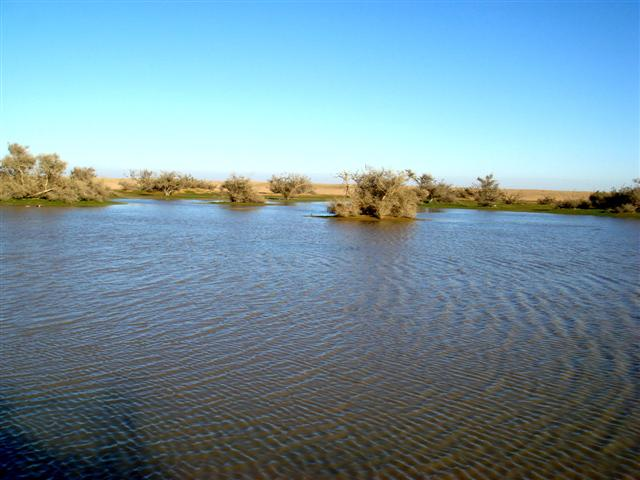
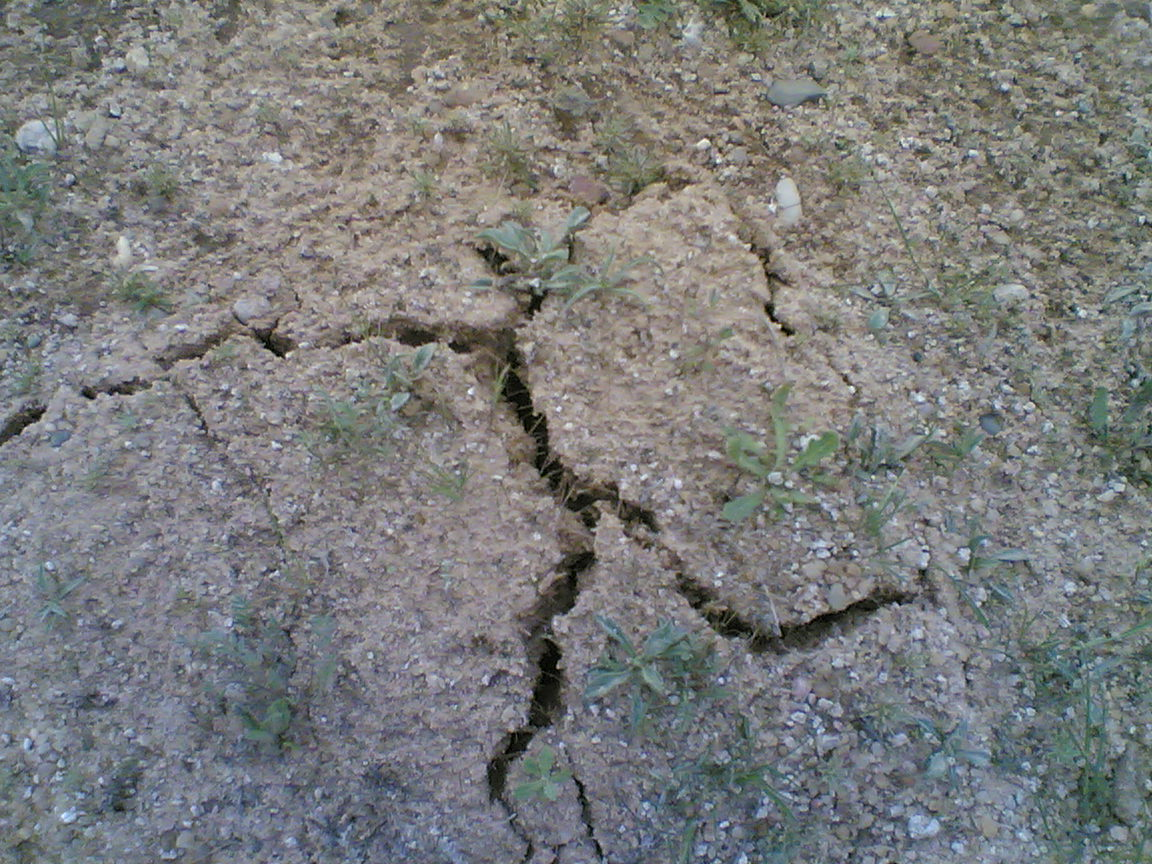
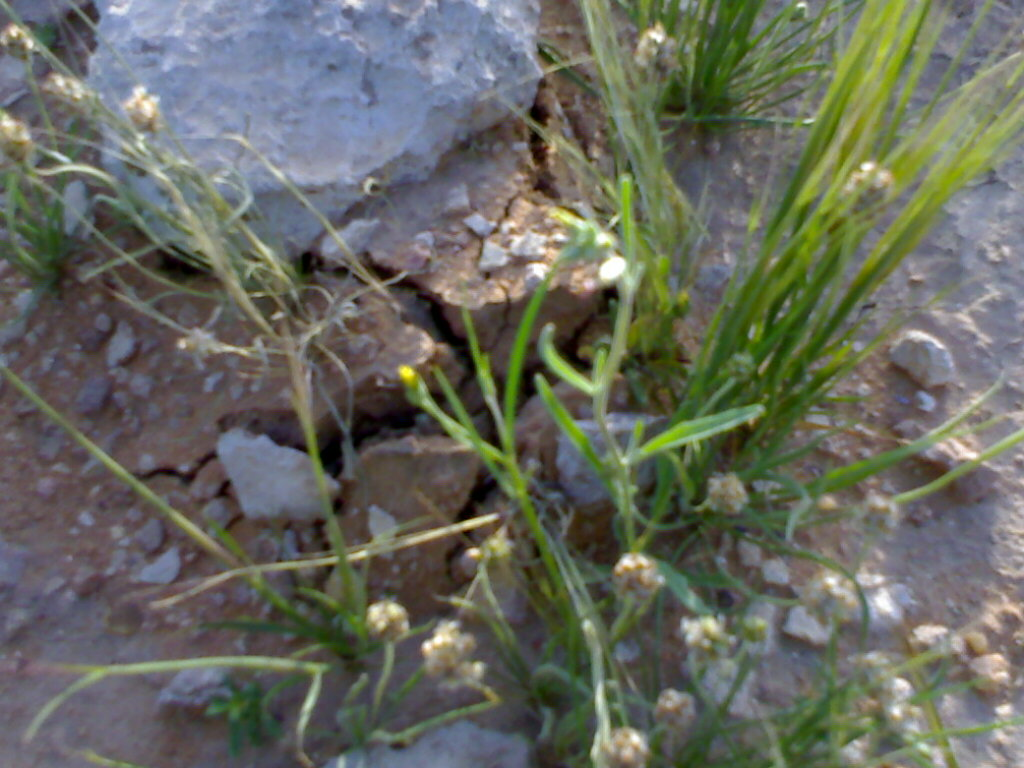